# Reprezentacja Saint Vincent i Grenadyn w rugby 7 mężczyzn
Reprezentacja Saint Vincent i Grenadyn w rugby 7 mężczyzn – zespół rugby 7, biorący udział w imieniu Saint Vincent i Grenadyn w meczach i sportowych imprezach międzynarodowych, powoływany przez selekcjonera, w którym mogą występować wyłącznie zawodnicy posiadający obywatelstwo tego kraju, mieszkający w nim, bądź kwalifikujący się ze względu na pochodzenie rodziców lub dziadków. Za jego funkcjonowanie odpowiedzialny jest St. Vincent & The Grenadines Rugby Union, członek Rugby Americas North i World Rugby.

## Turnieje

### Udział wRAN Sevens
| Rok       | Wynik | Źródło |
| --------- | ----- | ------ |
| 2004      | 8.    |        |
| 2005      | 9–10. |        |
| 2006      | 10.   |        |
| 2007      | 10.   |        |
| 2008      | –     |        |
| 2009      | 12.   |        |
| 2010      | –     |        |
| 2011      | 14.   |        |
| 2012      | 11.   |        |
| 2013      | –     |        |
| 2014      | 10.   |        |
| 2015      | –     |        |
| 2016      | 14.   |        |
| 2017      | –     |        |
| 2018      | 12.   |        |
| 2019      | –     |        |
| 2021      | –     |        |
| 2022 (IV) | –     |        |
| 2022 (XI) | –     |        |